# エマニュエル・リヴァ
エマニュエル・リヴァ（Emmanuelle Riva, 1927年2月24日 - 2017年1月27日）はフランス出身の女優。

## 略歴
パリで舞台に立った後、1957年よりテレビ・映画に出演するようになる。1959年に出演したアラン・レネ監督の『二十四時間の情事（ヒロシマモナムール）』が最もよく知られている。
1962年の映画『Thérèse Desqueyroux』（日本未公開）でヴェネツィア国際映画祭女優賞受賞。
2008年11月22日、『二十四時間の情事（ヒロシマモナムール）』のロケで広島市に滞在していた時に撮影した写真が発見されたのをきっかけに写真集「HIROSHIMA 1958」が発売された。これに伴い2008年11月25日から12月7日まで広島県立美術館講堂、ギャラリーＧ、クリックファーム・ギャラリーで、12月10日から12月30日まで東京銀座ニコンサロンにて写真展が開催された。リヴァ本人も50年ぶりに来日して広島を訪れ「広島が本当の意味で復興している事を実感できました」と語った。尚、期間限定で広島の映画館シネツイン本通にて『二十四時間の情事』がリバイバル上映された。
2012年のドラマ映画『愛、アムール』での演技により、2013年に開催された第85回米国アカデミー賞主演女優賞に、アカデミー主演女優賞における史上最年長（85歳）でノミネートされた。
2017年1月27日、癌のためパリで死去。89歳没。

## ギャラリー

『二十四時間の情事』（1959年）
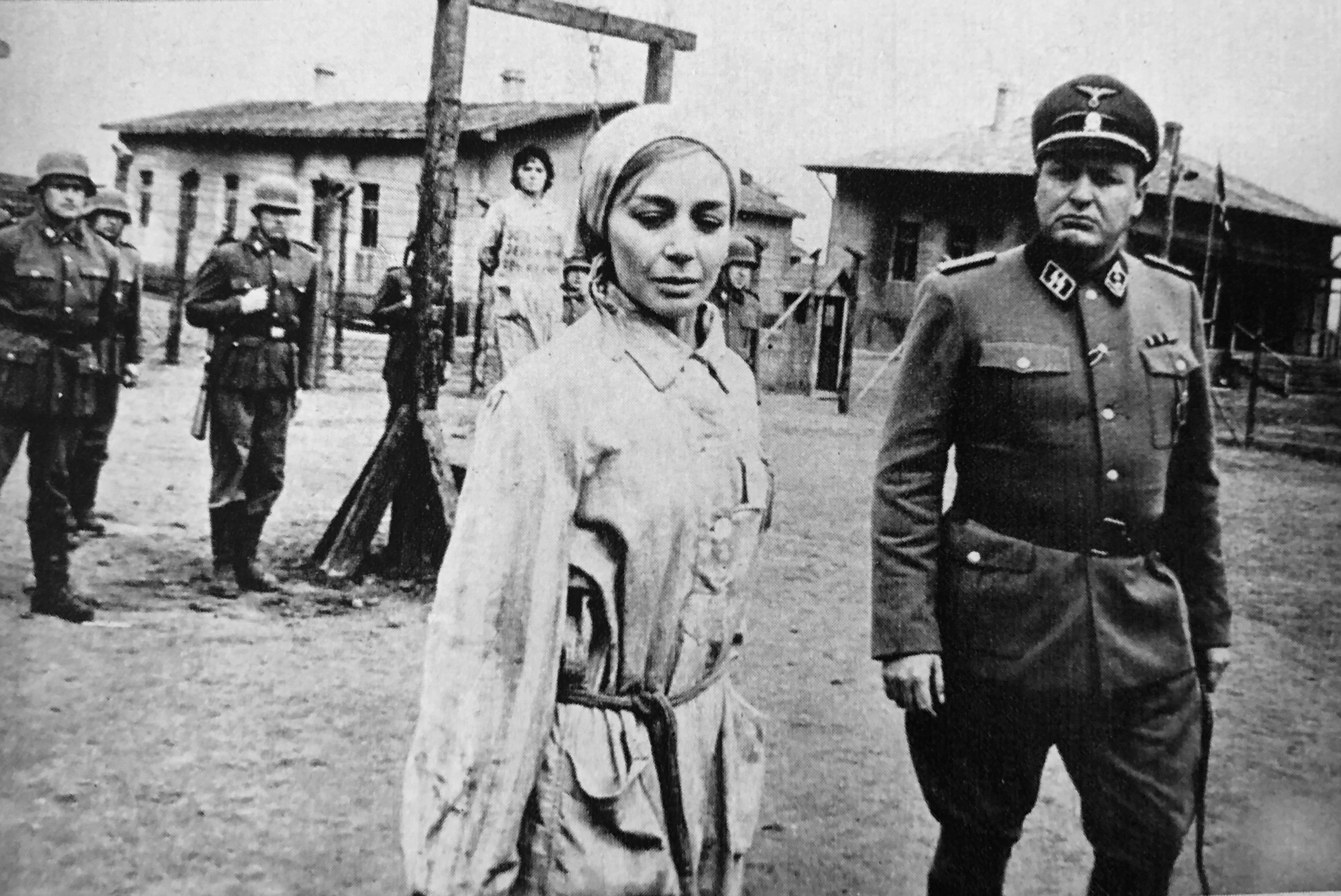
『ゼロ地帯』（1960年）
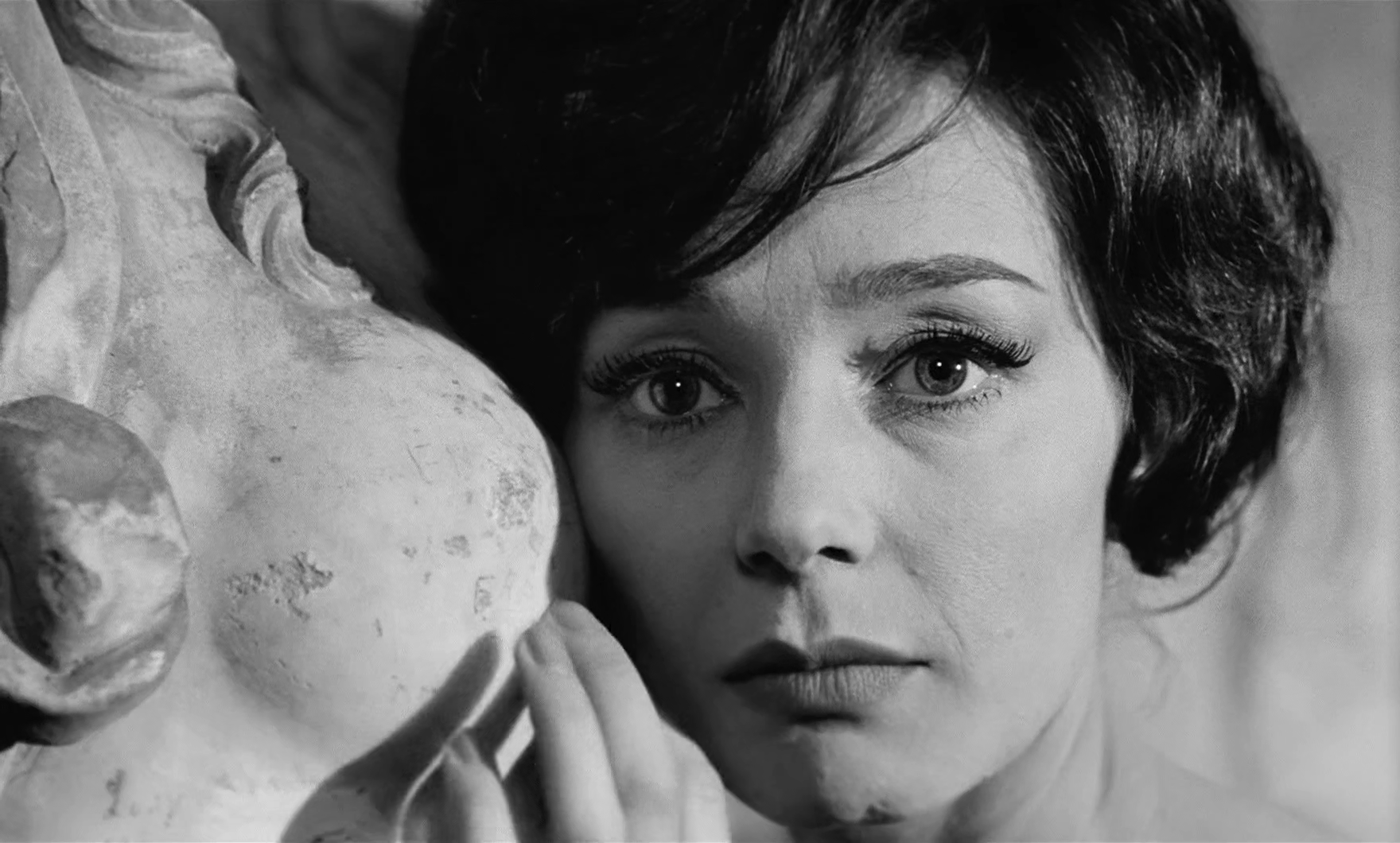
『Adua e le compagne』（1960年）
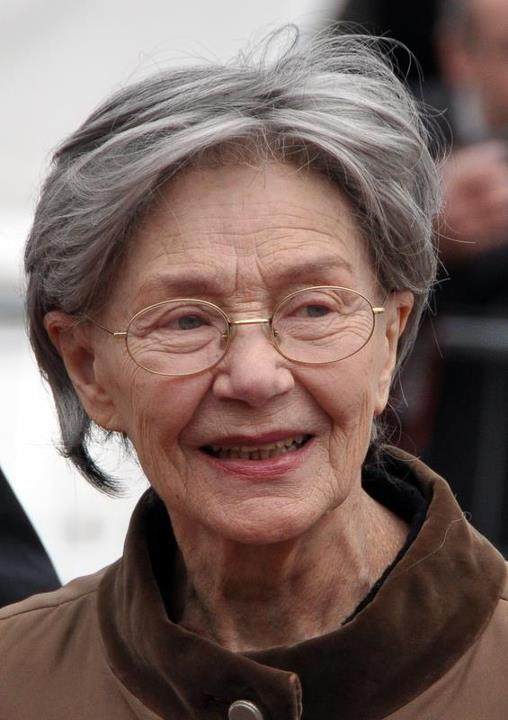
2012年5月

## 主な出演作品
| 公開年 | 邦題 原題                                                   | 役名                                   | 備考                                                                                   |
| ------ | ----------------------------------------------------------- | -------------------------------------- | -------------------------------------------------------------------------------------- |
| 1958   | 大家族 Les grandes familles                                 |                                        | クレジットなし                                                                         |
| 1959   | 二十四時間の情事 Hiroshima mon amour                        | 女                                     |                                                                                        |
| 1960   | ゼロ地帯 Kapò                                               | テレーズ                               |                                                                                        |
| 1961   | モラン神父 Léon Morin, prêtre                               | Barny                                  |                                                                                        |
| 1962   | Thérèse Desqueyroux                                         | テレーズ・デスケルー                   | ヴェネチア国際映画祭女優賞 受賞                                                        |
| 1964   | 恐喝 Le Gros coup                                           | クレメンス                             |                                                                                        |
| 1965   | 山師トマ Thomas l'imposteur                                 | Princesse de Bormes                    |                                                                                        |
| 1967   | 先生 Les risques du métier                                  | スザンヌ                               |                                                                                        |
| 1969   | 栄光への5000キロ 5,000 Kilometers to Glory                  | アンナ・ルデュック                     | 日本映画                                                                               |
| 1973   | クレージーホース J'irai comme un cheval fou                 | La mère (Madame Rey)                   |                                                                                        |
| 1976   | スキャンダル Le diable au coeur                             | ブーヴィエ夫人                         |                                                                                        |
| 1983   | 自由、夜 Liberté, la nuit                                   | Mouche                                 |                                                                                        |
| 1991   | 熱砂に抱かれて Pour Sacha                                   | マルカ夫人                             |                                                                                        |
| 1993   | トリコロール/青の愛 Trois couleurs: Bleu                    | ジュリーの母                           |                                                                                        |
| 1999   | エステサロン/ヴィーナス・ビューティ Vénus beauté (institut) | Tante Lyda                             |                                                                                        |
| 2007   | 華麗なるアリバイ Le Grand Alibi                             | ジュヌヴィエーヴ・エルバン             |                                                                                        |
| 2011   | スカイラブ Le Skylab                                        | Mme Prévost dite Mémé - la mère d'Anna |                                                                                        |
| 2012   | 愛、アムール Amour                                          | アンヌ                                 | 英国アカデミー賞主演女優賞 受賞 ヨーロッパ映画賞 女優賞 受賞 セザール賞主演女優賞 受賞 |

## 関連書籍
- 「女優 岡田茉莉子」[注釈 3]（岡田茉莉子著、文藝春秋刊、2009年10月）